# Гайдарбеков, Шамиль Алиевич
Шамиль Алиевич Гайдарбеков (16 мая 1981, Махачкала, Дагестанская АССР, РСФСР, СССР) — российский кикбоксер и тайбоксер, также боец смешанного стиля, представитель лёгкой весовой категории.

## Карьера
Тайским боксом начал заниматься с 1994 года. Является воспитанником махачкалинской спортивной школы «Скорпион», в которой занимался под руководством Зайналбека Зайналбекова. В тайском боксе провёл 32 профессиональных боя, в которых одержал 24 победы, из которых 10 нокаутом, 2 боя свёл вничью, проиграл 6 раз. На чемпионате мира по тайскому боксу 2003 года в Бангкоке вышел в финал. В сентябре 2005 на чемпионате мира по кикбоксингу в Марокко занял третье место. После чего решил окончательно перейти в профессионалы. По ММА провёл лишь один бой в 2005 году, заменив Арслана Магомедова на турнире в Токио, в котором проиграл японцу Кадзуюки Мияте.

## Достижения

### Тайский бокс
- Чемпионат России по тайскому боксу 1997 — ;
- Чемпионат России по тайскому боксу 1998 — ;
- Чемпионат России по тайскому боксу 2000 — ;
- Чемпионат России по тайскому боксу 2001 — ;
- Чемпионат мира по тайскому боксу 2003 — ;
- Чемпионат Европы по тайскому боксу 2004 — ;

### Кикбоксинг
- Чемпионат мира по кикбоксингу 2001 — ;
- Чемпионат Европы по кикбоксингу 2003 — ;
- Чемпионат мира по кикбоксингу 2001 — ;
- Чемпионат мира по кикбоксингу 2005 — ;

## Статистика ММА
| Боёв 1 | Побед 0 | Поражений 1 |
| ------ | ------- | ----------- |
| Сдачей | 0       | 1           |

| Результат | Рекорд | Соперник       | Способ                 | Турнир   | Дата        | Раунд | Время | Место         | Примечание  |
| --------- | ------ | -------------- | ---------------------- | -------- | ----------- | ----- | ----- | ------------- | ----------- |
| Поражение | 0-1    | Кадзуюки Мията | Сдача (удушение сзади) | Hero's 2 | 6 июля 2005 | 1     | 2:49  | Токио, Япония | дебют в ММА |